# Давидсен, Каспер
Каспер Стие Давидсен (дат. Kasper Stie Davidsen; род. 25 января 2005, Ольборг, Северная Ютландия) — датский футболист, опорный полузащитник клуба «Ольборг».

## Клубная карьера
Давидсен — воспитанник клубов «Гюг» и «Ольборг». 17 мая 2024 года в матче против «Фредерисии» он дебютировал в Первой лиге Дании. По итогам сезона игрок помог клубу выйти в элиту. 19 июля в матче против «Норшелланна» он дебютировал в датской Суперлиге.